# ايمي نمر
إيمي نمر (من مواليد 1898م، والمُتوفاة في 1974م) والمعروفة أيضًا باسم إيمي سمارت، فنانة مصرية المولد وكاتبة وراعية للفنون. واشتهرت ايمي أيضًا بارتباطها بمجموعة الحرية والفنون التي تتخذ من القاهرة مقرُا لها.

## النشأة والتعليم
وُلدت إيمي نمر في القاهرة لعائلة من الطبقة العليا. يذكر سجل ميلادها الرسمي أنها ولدت عام 1907م ولكن يعتقد الكثيرون أنه من المرجح أنها ولدت في 9 أغسطس 1898م. وعلى الرغم من حملها للجنسية المصرية، إلا أن والدة إيمي إلين إينود كانت تحمل الجنسية البريطانية والفرنسية والنمساوية، وكان والدها فارس نمر من أصل لبناني سوري. كان والدها قطبًا إعلاميًا مشهورًا أسس مع شريكه عام 1879م مجلة المقتطف العلمية والأدبية. وفي وقت لاحق من عام 1889م بعد انتقالهم إلى مصر من بيروت، أسسوا صحيفة المقطم المسائية.
تلقت إيمي تعليمًا غربيًا في الغالب. وأمضت وقتها بين مصر وفرنسا وإنجلترا. التحقت بكلية شلتنهام للسيدات ثم التحقت في وقت لاحق بمدرسة سليد للفنون الجميلة في لندن من عام 1916م إلى عام 1920م. والتحقت أيضًا في ورشة عمل الرسام والتر سيكرت.

## المهنة الفنية
انطلقت مسيرة ايمي نمر الفنية في أوروبا. عرضت أعمالها لأول مرة في باريس في صالون الخريف (بالفرنسية: Salon d'Automne) عام 1925 وأقامت معرضها الفردي الأول في معرض بيرنايم جون (بالفرنسية:Bernheim-Jeune) بعد عام في عام 1926. ذاع صيتها في مصر من خلال العديد من المعارض العامة في صالون القاهرة السنوي الذي بدأ في أوائل الثلاثينيات. ويُقال إن أعمالها لفتت انتباه الرسام محمود سعيد أحد أبرز شخصيات الفن المصري الحديث، وجان موسكاتيلي أحد الأعضاء المؤسسين لمجموعة الفن والحرية. كما كتب الكاتب أحمد راسم، وهو أيضًا ابن عم محمود سعيد، كتابًا قصيرًا عنها. وعرضت أعمالها بين عامي 1930 و1935 في معرض وارن في لندن، ومعرض فيجنون في باريس، وقاعة قصر الدوبارة في القاهرة. أصبحت ايمي على دراية بالسريالية خلا فترة وجودها في أوروبا، وعرضت عروضًا سريالية إلى جانب فنانين مثل باربرا هيبورث وروبرت ميدلي. وعندما عادت إلى مصر في ثلاثينيات القرن الماضي، انضمت إلى مجموعة الفن السريالي والحرية وتزوجت من والتر سمارت، وهو مسؤول بريطاني رفيع المستوى وعالم معروف في اللغتين العربية والفارسية". لعبت هي وزوجها دورًا مهمًا في المراحل الأولى من انشاء جمعية الفن والحرية. فتتحوا منزلهم في الزمالك لأعضاء ا ، وعرّفوهم الجمعية، وعرفوهم على الاتجاهات الفكرية التي انبثقت من دائرة هنري ميللر في فيلا سورات، والتي تعرفت عليها عندما كانت تعيش في باريس في أحد استوديوهاتهم. كما استضافت صالونات في منزلها للفنانين لعرض أعمالهم وساعدت العديد منهم مالياً.
صورت لوحاتها المبكرة (ما قبل الفن والحرية) جوانب من الحياة كانت خاصة بمصر أثناء استخدام التقنيات الأوروبية التقليدية مثل طريقة توزيع الضوء و الصورة. تألفت العديد من لوحاتها المبكرة من صور النوبيين والبدو عندما زارت صعيد مصر وصور عارية لنساء من النوبة والسودان وأفريقيا جنوب الصحراء. كما أنها رسمت صورًا ثابتة ومشاهد دينية وصورًا للجالية اليهودية في مصر. تغير أسلوبها في منتصف الأربعينيات عندما تعرضت في عام 1943م لتجربة مؤلمة، ففي أثناء نزهة في صحراء سقارة مع زوجها وابنها ميكي، قُتل ابنها بلغم أرضي. أخذت استراحة من الرسم لفترة، ولكن عندما عادت إليه، كانت لوحاتها تتكون من جثث وهياكل عظمية وأجساد مشوهة. ربما كان هذا رداً على تداعيات الحرب العالمية الثانية وكذلك آثار العنف الاستعماري البريطاني في مصر. وعرضت هذه الأعمال المظلمة والسريالية للغاية في منتصف الأربعينيات من القرن الماضي في معرض الفن المستقل الذي حظي بثناء كبير. وكتبت في عام 1945 نقدًا أدبيًا للشاعر اليوناني المولود في الإسكندرية، قسطنطين كفافيس لمجلة شعر الحرب السريالية بعنوان المناظر الطبيعية التي بدأها الكاتب لورانس دوريل وروبن فيدين أستاذ اللغة الإنجليزية بجامعة القاهرة. كانت ايمي الفنانة السريالية المصرية الوحيدة التي ساهمت في المجلة.
بعد الثورة المصرية عام 1952م، المعروفة أيضًا باسم حركة الضباط الأحرار، والعدوان الثلاثي في عام 1956 وصعود القومية المصرية، اضطرت ايمي نمر وزوجهامثل العديد من المنادين بالفن والحرية الآخرين لمغادرة مصر. استقر الاثنان في باريس حيث بقيت لبقية حياتها. وفي الخمسينيات من القرن الماضي، أصبح عمل نمر تجريديًا مثل زميلها رمسيس يونان. أُقيم معرضها الأخير المعروف في معرض دو مارينيان في باريس عام 1961م. وتوفيت في 24 يناير 1974م في باريس.
تم تكريم سيرتها الذاتية وأعمالها في العدي من المعارض المصرية مثل معرض الفن المصري في عشرينيات القرن الماضي، وجاليرى أرت توكس في معرض تاء مربوطة، وغيرها من المعارض.